# 지부티 내전

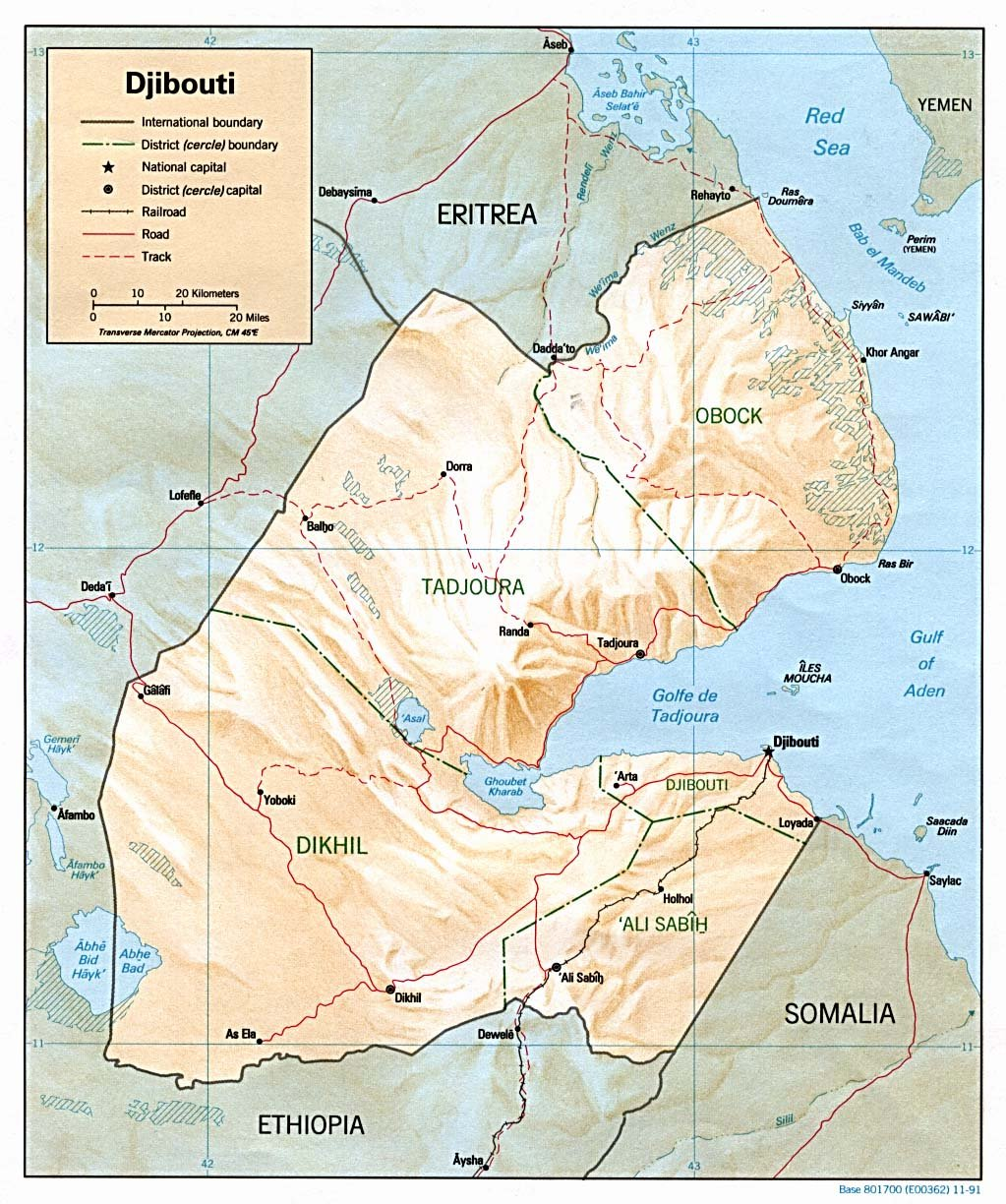

지부티 내전은 소말리아와 에리트레아에 인접하여 역사적으로 양국 사이에서 희생양이 된 지부티에서 이사족에 의한 권력의 과잉 집중과 부패 증대 등으로 인한 아파르족의 박탈감과 불만이 증폭되어 반군을 결성, 게릴라전을 개시하며 1991년 11월에 시작된 내분을 말한다.
1977년 아프리카에서 50번째로 독립국이 된 지부티는 1981년 이사족 중심의 집권당인 진보인민연합(RPP)이 일당 독재정치체제를 만들었고 이에 아파르족이 통일민주회복전선(FRUD)이라는 반군단체를 조직하여 치열한 내전으로 발전했다.
이 갈등은 에리트레아와 오가덴 교전지역에 수많은 난민을 발생시켰고 이사족 정부군은 아파르족에 대한 학살을 자행했으며 구종주국인 프랑스의 지원을 받은 정부군에 의해 결국 수세에 몰린 FRUD 반군은 1994년 12월 휴전협정을 수용함에 따라 3년간의 내전을 종식하였다.
하지만 정전협정에도 불구하고 반군 강경파는 무력투쟁을 계속 전개하였고 이후 2001년 지부티 정부와 반군 사이의 평화협정 체결로 10여년에 걸친 내전이 종결되었지만 다수파인 이사족과 소수파인 아파르족간의 종족 갈등이 언제 다시 폭발할지 모르는 시한폭탄으로 작용하고 있다.

## 같이 보기
- 아파르족

## 참고 자료
- 지부티 내분(종료)[깨진 링크(과거 내용 찾기)], 한국국방연구원(KIDA) 세계분쟁데이터베이스(WoWW)